# Emilia Calé
Emilia Calé Torres (La Coruña, 12 de febrero de 1837 - Madrid, 18 de septiembre de 1908) fue una escritora española.
Comenzó colaborando en periódicos gallegos con la publicación de poemas. Su matrimonio con el periodista y funcionario Lorenzo Quintero hizo que tuviera que mudar a menudo de residencia y que conociera numerosos países extranjeros.
En 1906 fue nombrada miembro correspondiente de la Real Academia Gallega. 
La pianista Emilia Quintero y Calé fue hija suya.
Esta escritora gallega también fue conocida con los nombres de Emilia Calé Torres Sanjurjo, Emilia Calé, Emilia Calé Torres de Quintero, Emilia Calé y Torres de Quintero, Emilia Calé y de Quintero, Emilia Calé y Quintero o Emilia Calé de Quintero. 
Poco estudios hay de su vida y obras, pero se sabe que fue una mujer culta que escribió numerosas obras, entre ellas, Horas de inspiración, en la que compuso poemas dedicados a la muerte de su hermano Eliseo Calé. 
De su matrimonio con Lorenzo Quintero nacieron Aurea, Sofía, Lorenzo y Emilia Quintero, de los cuales también tenemos escasos datos.